# Якисоба
Сосу-якисоба (яп. ソース焼きそば со:су якисоба) или якисоба (яп. 焼きそば), «жареная лапша в соусе», — блюдо японской кухни, заимствованное из Китая в начале XX века. Предком якисобы является чоу мейн.
Хотя соба — это гречневая лапша, якисобу готовят из яичной пшеничной лапши тюка-соба (яп. 中華そば, китайская лапша, см. рамэн). Её поливают японской разновидностью вустерского соуса.
Для приготовления якисобы лапшу обжаривают в соусе вместе с мелкими кусочками свинины, курицы или говядины, пекинской капустой и (или) морковью. Подают с бэни-сёга, кацуобуси, аонори или майонезом.
Это блюдо может быть как основным, так и выступать в качестве гарнира, а также быть начинкой в бутербродах. Якисобу можно купить в магазинах, её подают на мацури.
Иногда в качестве лапши для якисобы используется удон — тогда блюдо называется «якиудон». Данный вид лапши появился в Китакюсю.
На Окинаве в якисобу добавляют сосиски, ветчину, курицу или свинину. В Хиросиме якисобу жарят в окономияки.

## Якисоба быстрого приготовления
Якисобу быстрого приготовления продают в супермаркетах, перед употреблением её требуется лишь залить кипятком.
Компания Sapporo Ichiban выпускает множество разновидностей быстрозавареной якисобы, в которых находятся также сушёные водоросли и упаковка с соусом. Лапшу заливают кипятком, поджаривают с соусом и капустой с мясом, а затем подают, насыпав на верх блюда водоросли. Другая разновидность производства компании Maruchan содержит, кроме лапши, кукурузу, лук, капусту.
Компания Nissin Foods выпускала якисобу в Германии под маркой «Yakisoba Deluxe». Готовится также добавлением воды на сковороду, где жарится лапша, а затем сверху высыпают сушёные овощи, добавляют соус и тушат.
Лапша «UFO» (яп. 日清焼そばU.F.O. ниссин якисоба UFO) готовится иначе: следует заливать воду прямо в контейнер, приоткрыв упаковочную плёнку с той стороны, где находятся овощи и соус, а после приготовления плёнку снимают с другой стороны, где под ней находится перфорированная бумага, позволяющая воде стечь.

## Галерея

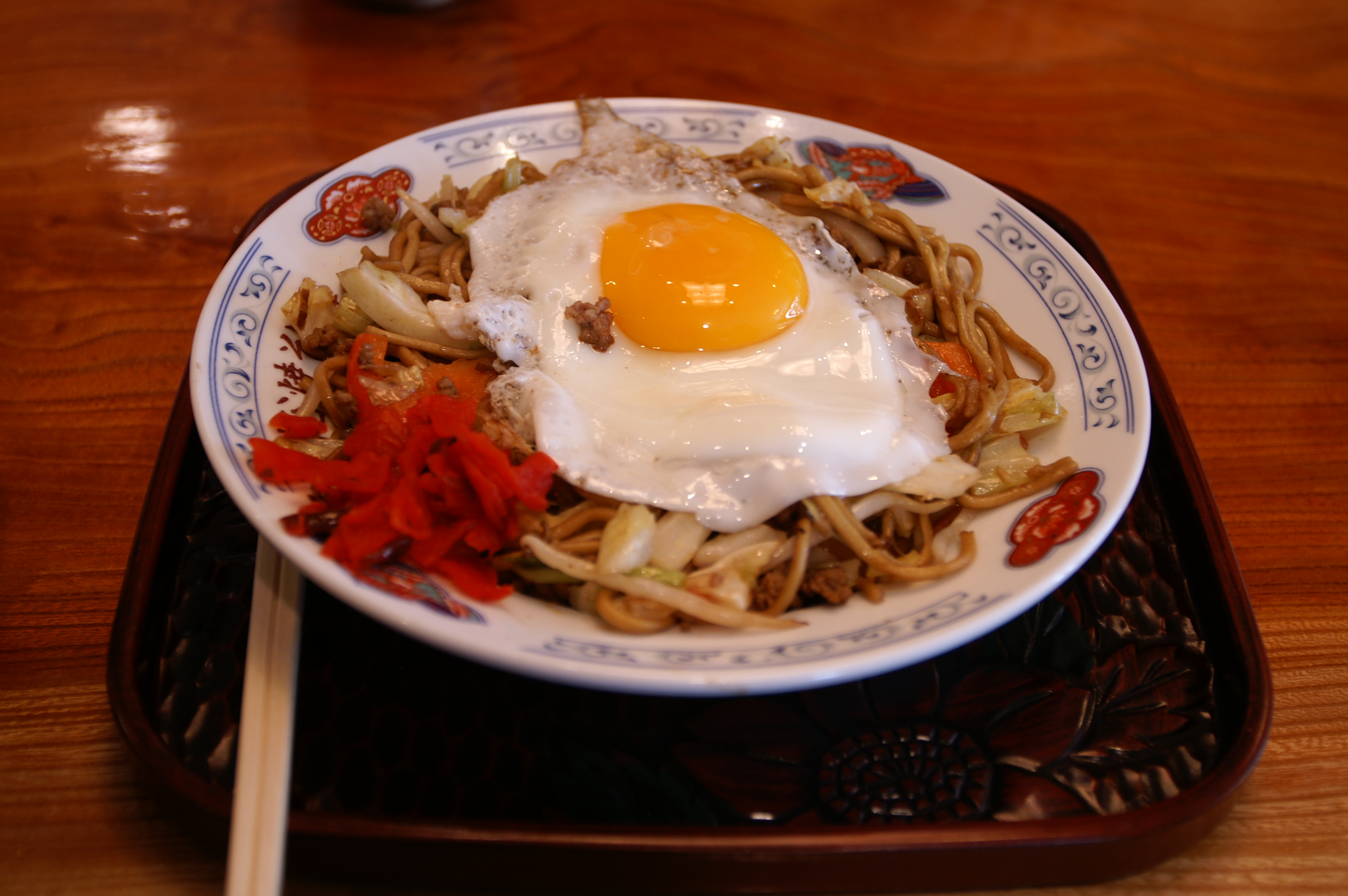
Ёкотэ-якисоба в Аките
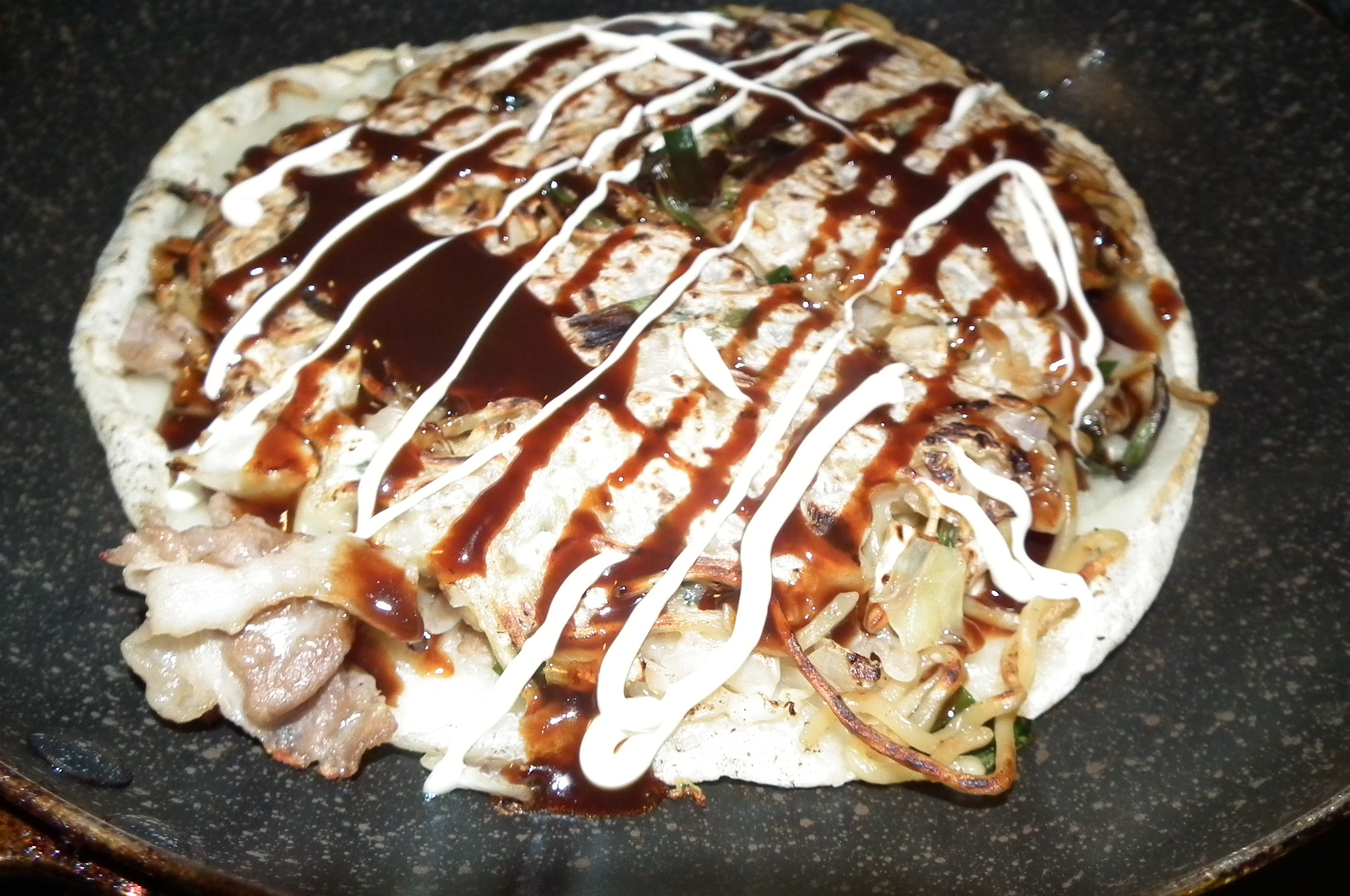
Хиросимская якисоба в окономияки
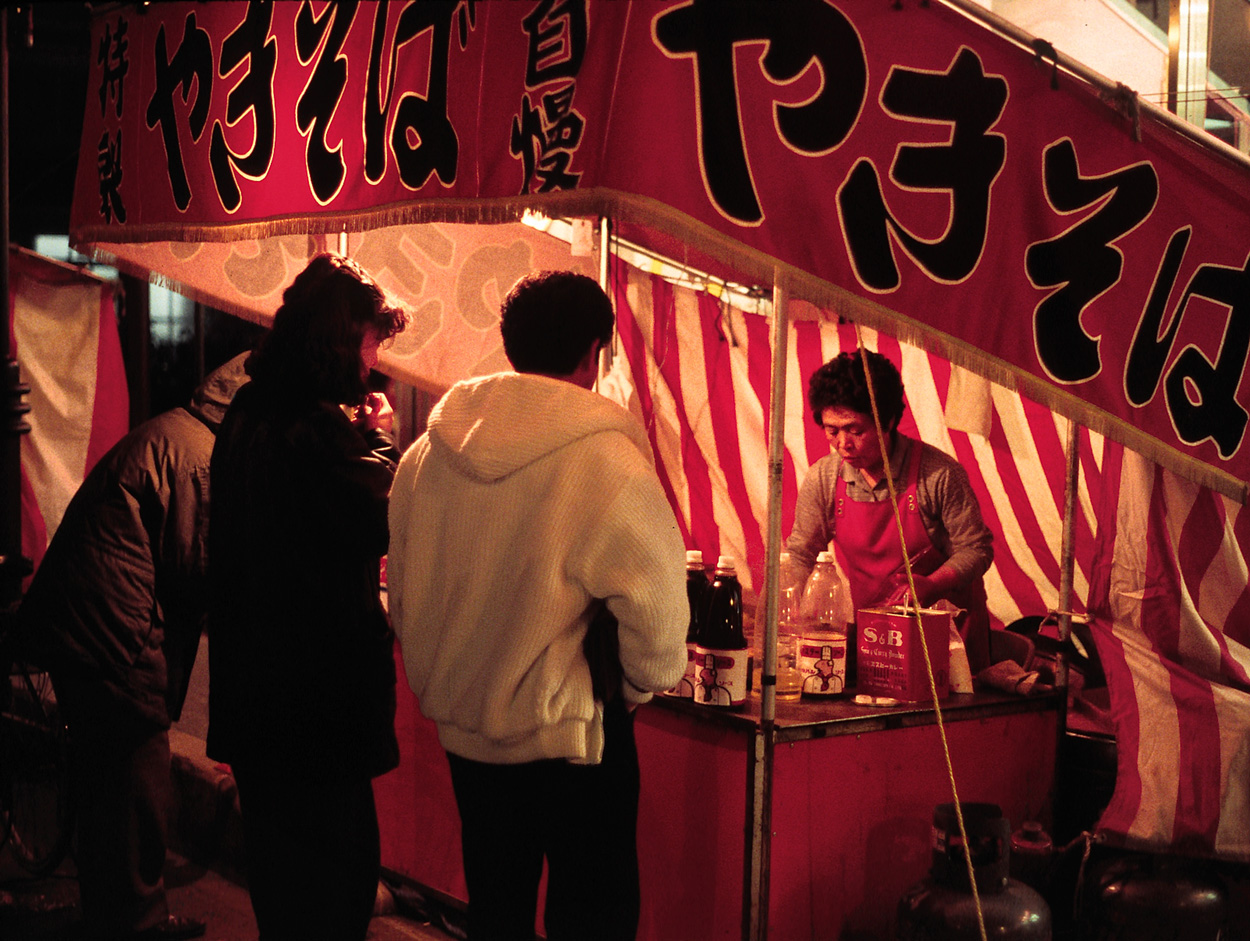
Уличная палатка, где продают якисобу
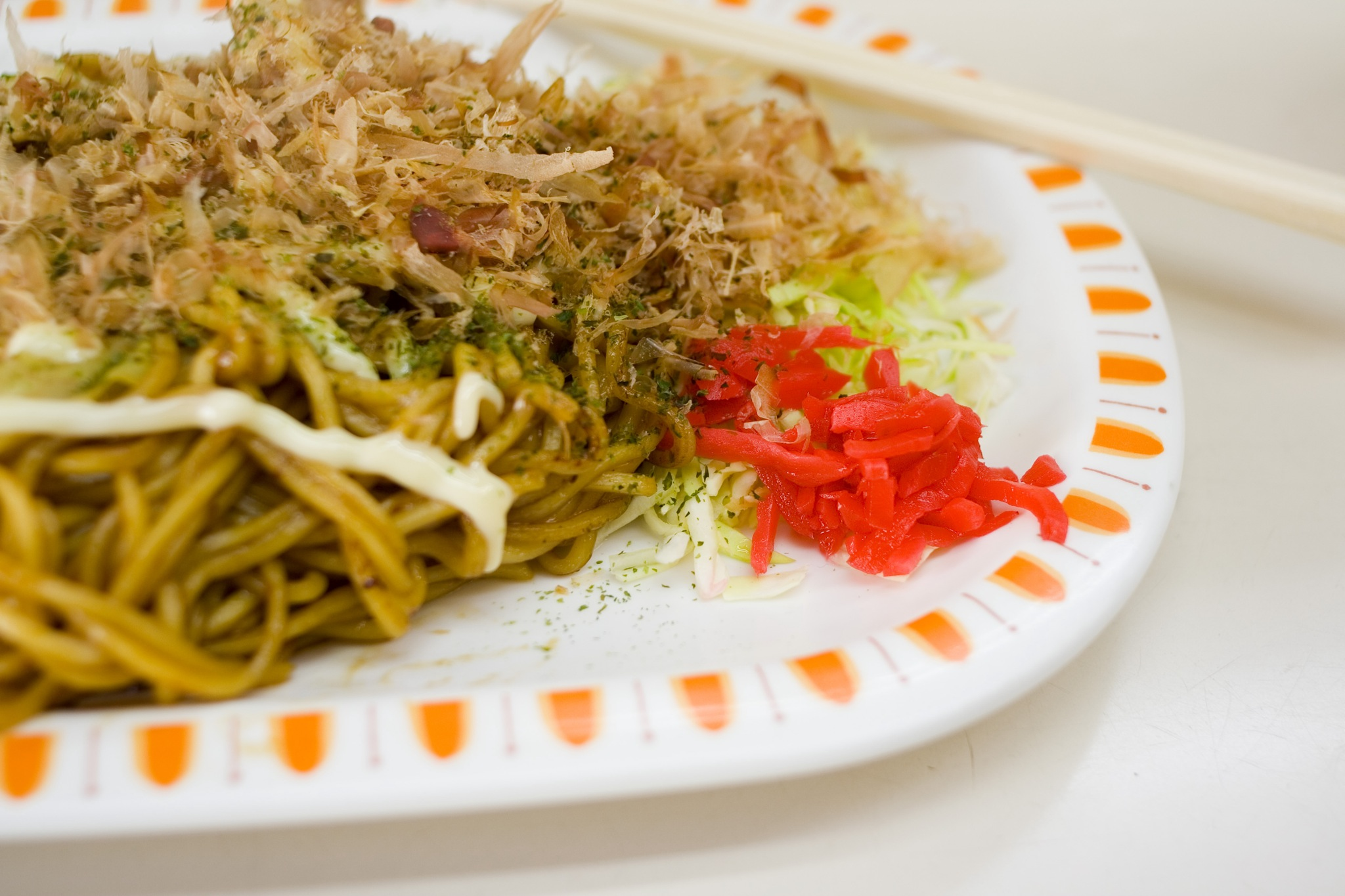
Якисоба
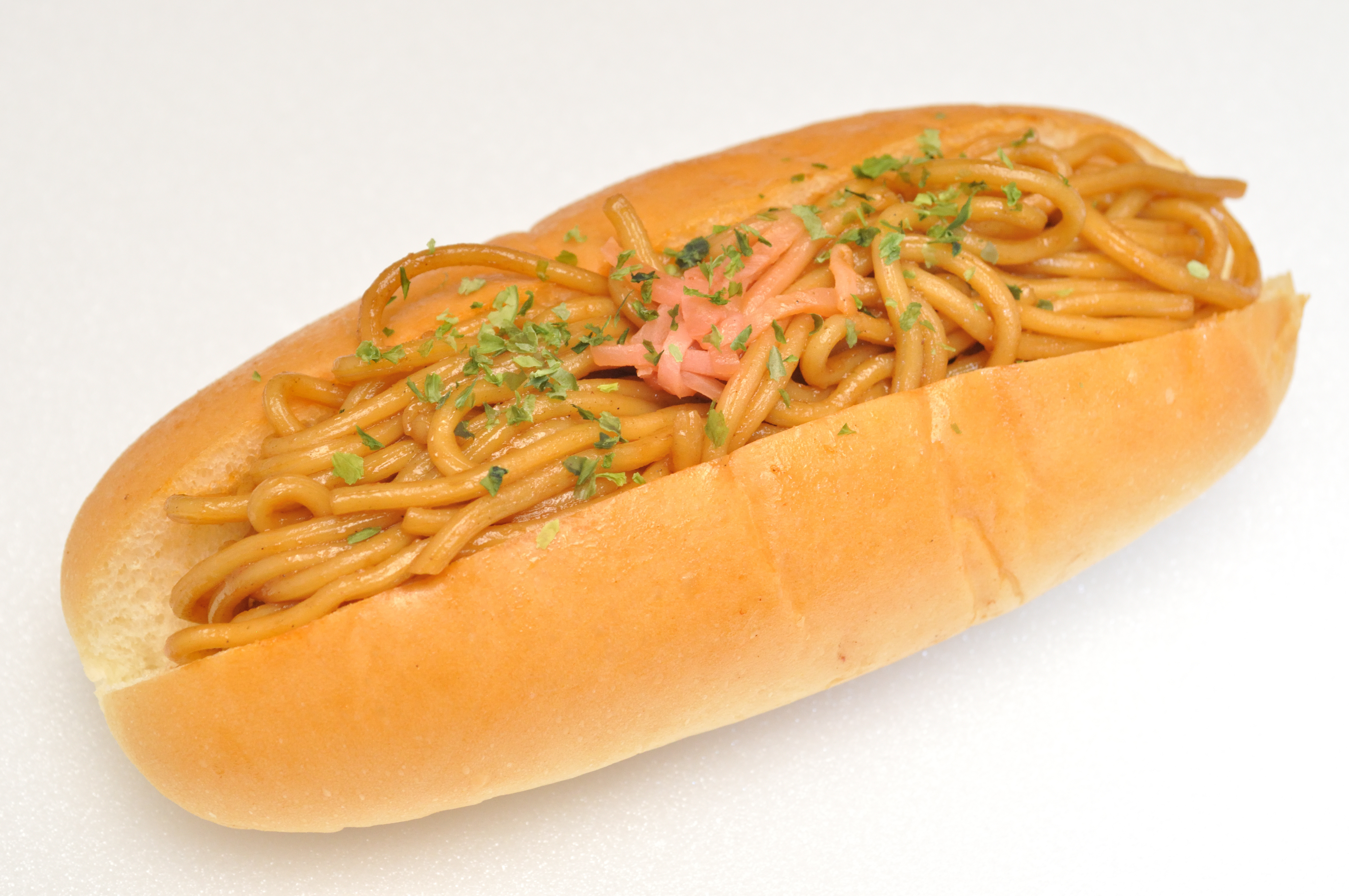
«Якисоба-пан», хлеб с якисобой
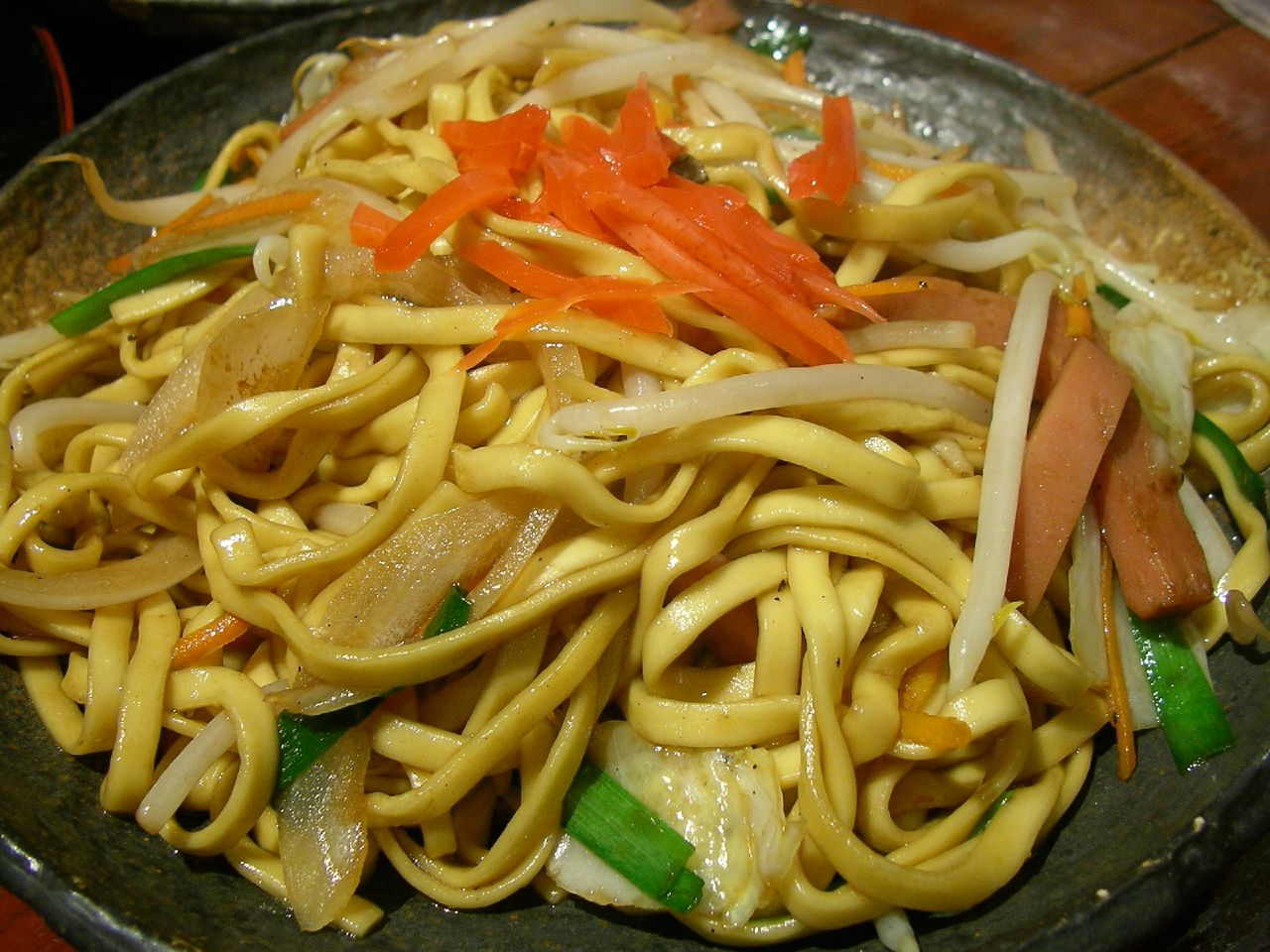
Окинавская якисоба с проростками бобов